# Carlos Taberner
Carlos Taberner Segarra (ur. 8 sierpnia 1997 w Walencji) – hiszpański tenisista.

## Kariera tenisowa
Zawodowym tenisistą Taberner został w 2015 roku. W grze pojedynczej wygrał trzy turnieje o randze ATP Challenger Tour.
W zawodach Wielkiego Szlema zadebiutował podczas French Open 2018, wygrywając najpierw eliminacje. W pierwszej rundzie turnieju głównego przegrał ze Stefanosem Tsitsipasem.
W rankingu gry pojedynczej najwyżej był na 85. miejscu (23 maja 2022), a w klasyfikacji gry podwójnej na 337. pozycji (18 września 2017).

### Zwycięstwa w turniejach ATP Challenger Tour w grze pojedynczej
| Końcowy wynik | Nr | Data             | Turniej         | Nawierzchnia | Przeciwnik      | Wynik finału |
| ------------- | -- | ---------------- | --------------- | ------------ | --------------- | ------------ |
| Zwycięzca     | 1. | 20 września 2020 | Jassy           | Ceglana      | Mathias Bourgue | 6:4, 7:6(4)  |
| Zwycięzca     | 2. | 7 lutego 2021    | Antalya         | Ceglana      | Jaume Munar     | 6:4, 6:1     |
| Zwycięzca     | 3. | 20 czerwca 2021  | Aix-en-Provence | Ceglana      | Manuel Guinard  | 6:2, 6:2     |